# Franciszek Cedzich
Franciszek Cedzich SVD (ur. 25 września 1911 w Dolnej zm. 23 grudnia 1971) – polski duchowny katolicki, werbista, święcenia kapłańskie przyjął w 1937. Od 1968 biskup-prałat Alto Parana w Paragwaju i tytularny biskup Buxentum.